# مغول
المُغُول هم شعب شمال شرق آسيوي ومن الشعوب القبلية وثيقة الصلة والتي تعيش بشكل رئيسي على الهضبة المنغولية وتتشارك لغة مشتركة وتقاليد بدوية. وطنهم مقسم الآن إلى دولة منغوليا المستقلة (منغوليا الخارجية) ومنطقة منغوليا الداخلية ذاتية الحكم في دولة الصين وجنوب روسيا. ويُطلق اسم المغول على كل من يتكلم اللغة المغولية بما فيهم قبيلة القلميقيون إحدى قبائل الأويرات (المغول الغربيين) الموجودون في جمهورية قلميقيا ذات الحكم الذاتي شمال القوقاز.
ينقسم المغول حاليًا ما بين ثلاث دول منغوليا والصين (إقليم منغوليا الداخلية)، وجنوب روسيا ويتواجد المغول في أفغانستان، قبيلة مغوليون، ويبلغ عددهم هناك نحو 5 ملايين نسمة، ويبلغ عدد المغول في الصين نحو 6 ملايين نسمة، وفي منغوليا نحو 3 ملايين نسمة، وفي روسيا مليون نسمة.
بعض القبائل المغولية ذابت وسط الشعوب الصينية والتركية خصوصًا شعب الكازاخ مثل قبيلة النايمان، وقبيلة بارلاس (قبيلة تيمور لنك) هي قبيلة مغولية دعمت جنكيز خان في حروبه وذابت وسط الأتراك وتبنت اللغة والقومية التركية.

## التاريخ
بداية ظهور المغول رسمياً بدأ من عهد أسرة تانج الصينية في القرن الثامن، ولكن الظهور الفعلي بدأ في القرن الحادي عشر في خلال حكم الكاثاي. كانوا قبائل صغيرة ومتناثرة حول نهر أونون ما بين روسيا ومنغوليا حاليا، توحدت معظم قبائل المغول في القرن الثالث عشر تحت مظلة حكم جنكيز خان، وقد اخضع جميع شعوب وقبائل منغوليا الاخريين فمن فيهم قبيلتي ميركت وكيرات التركيتان وقبيلتي النايمان والتتار، وكانت قبيلة النايمان يتحدثون اللغة المغولية وكانوا كثيروا العدد وكانوا يفوقون المغول مجتمعين وكان اخضاعهم ذو اهمية كبيرة لجنكيز خان لتجنيدهم في جيشه ولتثبيت اركان دولته وبدأ الحملات العسكرية خارج منغوليا، اما التتار لم يكونوا مغولاً وكانوا حلفاء الصينيين في منغوليا واعداء المغول التقليديين ولا يؤتمن جانبهم وقد اصر جنكيز خان على إبادتهم بالكامل ولم ينجوا منهم سوى السبايا وصغار السن و500 رجل الذين استطاعوا الهروب.
اما التتار الجدد وهم اتحاد قبلي يتكون في اغلبه من اتراك القفجاق ثم المغول والتتار القدماء ويتحدثون لغه تركيه وهم اسلاف ونواه دوله القبيلة الذهبيه التي اخضعت روسيا واحتلت 6 دول أوروبية. وهؤلاء التتار الجدد اسلافهم من المغول كانوا يرفضون ان يطلق عليهم تسمية التتار واصولهم مختلف عليها ولكن بشكل عام يتم اعتبارهم قومية مختلطة (ترك-مغول-تتر) وبالأصل لم يطلقوا على انفسم تسمية التتار بل الروس والأوروبيين لكنهم تقبلوا هذه التسمية، ويوجد في القوقاز مجموعة النوغاي ومجموعات مغوليه أخرئ تبنت اللغة التركية وذلك نتيجة اندماجهم مع اتراك القفجاق.

## في الكلاسيكيات الصينية
تم ذكر شعب الدونغو من قبل المؤرخ الصيني سيما شيان كما هو موجود بالفعل في منغوليا الداخلية شمال يان في 699-632 قبل الميلاد جنبًا إلى جنب مع شانروغ وتشير الإشارات في سجلات يي زو شو («كتاب زو المفقود») وكلاسيكيات الجبال والبحار إلى أن قبيلة دونغو كانت نشطة أيضًا خلال عهد أسرة شانغ (1600-1046 قبل الميلاد).
شكلت السيانبي جزءًا من كونفدرالية الدونغو، ولكن كانت لها فترات استقلال سابقة، كما يتضح من الإشارة في Guoyu (قسم "晉 語 八")، الذي ينص على أنه في عهد الملك تشنغ Cheng of Zhou (حكم 1042-1021 قبل الميلاد)) جاءوا للمشاركة في اجتماع لوردات زو الخاضعين في Qiyang (岐阳) (الآن مقاطعة Qishan) ولكن سُمح لهم فقط بأداء مراسم إطلاق النار تحت إشراف مدراء ولاية تشو نظرًا لأنهم لم يكونوا تابعين بموجب العهد (诸侯). تم تعيين زعيم السيانبي وصيًا مشتركًا لشعلة الطقوس مع شيونغ يي Xiong Yi.
أتى هؤلاء السيانبي الأوائل من ثقافة زوكايغو القريبة (2200-1500 قبل الميلاد) في صحراء أوردوس، حيث يتوافق الحمض النووي للأم مع شعب داور المغولي وأفانكس التانغوتي.
أقام السيانبي زوكايغو (جزء من ثقافة اوردوس في منغوليا الداخلية وشمال شنشي) علاقات تجارية مع مملكة تشانغ، وفي أواخر القرن الثاني كتب الباحث في سلالة هان فو تشيان (服虔) في تعليقه "Jixie" (集解) أن «شانرونغ وبيدي (بايدي 白狄) هما أسلاف السيانبي الحالي». , مرة أخرى في منغوليا الداخلية كانت منطقة السيانبي المنغولية الأساسية الأخرى المرتبطة ارتباطًا وثيقًا هي ثقافة Xiajiadian العليا (1000-600 قبل الميلاد) حيث تمركز اتحاد Donghu.
بعد هزيمة الدونغو من قبل الملك مودو شانيو ملك شيونغنو، نجا السيانبي وووهوان كبقايا رئيسية من الاتحاد، كان تادون خان من ووهوان (توفي عام 207 بعد الميلاد) هو سلف البدائي المغولي كومو شي ووهوان من السلالة الملكية المباشرة لدونغهو، ويقول كتاب تانغ الجديد أنه في عام 209 قبل الميلاد، هزم مودو تشانيو ووهوان بدلاً من استخدام كلمة دونغهو ومع ذلك، فإن السيانبي كانوا من خط دونغو الجانبي وكان لديهم هوية منفصلة إلى حد ماعلى الرغم من أنهم يتشاركون نفس اللغة مع ووهوان، وفي عام 49 م أغار الحاكم السيانبي بايان خان وهزم الشيونغنو، مما أسفر عن مقتل 2000 ضحية وبعد تلقيه هدايا سخية من إمبراطور غوانغوو امبراطور هان. ولاحقا بلغ السيانبي ذروتهم في عهد تانشيهواي خان (حكم 156-181) الذي وسع ولاية السيانبي الشاسعة، ولكن قصيرة العمر (93-234).
ثلاث مجموعات بارزة انفصلت عن دولة شيانبي كما هو مسجل في التاريخ الصيني: روران (ادعى البعض أنهم أفار بانونيا لكن لم يثبت ذلك نهائيا لانهم كانوا يتحدثون التركية) وشعب خيتان وشعب الشيوي (قبيلة فرعية تسمى «شيوي مينجو» يُعتقد أنها أصل اسرة جنكيز خان). إلى جانب مجموعات السيانبي الثلاث، كانت هناك مجموعات أخرى مثل مورونج ودوان وتوبا (على الرغم من ان غالبية العلماء يؤكدون انها قبيلة تركية انصهرت في كونفدرالية السيانبي مع القبائل المغولية والتانغوتية). وكانت ثقافتهم بدوية رحالة ودينهم الشامانية أو البوذية وقوتهم العسكرية هائلة، لا يوجد حتى الآن دليل قوي على أن الروران كانوا يتحدثون اللغات المنغولية على الرغم من أن معظم العلماء يتفقون على أنهم كانوا منغوليين بروتو. ومع ذلك كان لدى الخيتان نصان خاصان بهما والعديد من الكلمات المنغولية موجودة في كتاباتهم نصف الشفافة.
جغرافيًا، حكمت قبيلة توبا من السيانبي الجزء الجنوبي من منغوليا الداخلية وشمال الصين، وكان روران (يوجيولو شيلون أول من استخدم لقب خاجان في عام 402) حكم منغوليا الشرقية، ومنغوليا الغربية، والجزء الشمالي من منغوليا الداخلية وشمال منغوليا، كانت الخيتان تتركز في الجزء الشرقي من منغوليا الداخلية شمال كوريا بينما كانت قبيلة الشيوي تقع في شمال خيتان. سرعان ما طغت على هذه القبائل والممالك صعود الخاقانية التركية الأولى عام 555, وخاجانات الأويغور عام 745, ودول الينيسي القرغيزية عام 840. تم استيعاب التوبا في النهاية في الصين. فر روران غربًا من غوكتورك وإما اختفوا في غموض أو انصهروا في مجتمع الغرب والسهوب وكانوا أقلية، استمر الخيتان الذين استقلوا بعد انفصالهم عن كومو شي (من أصل ووهواني) في 388, كقوة ثانوية في منشوريا حتى أسس أحدهم أمباغاي (872-926)، سلالة لياو (907-1125). إمبراطور لياو تايزو (872 - 926)

## التوحيد والفتوحات
ظلت القبائل متنازعة حتى ظهور جنكيز خان الذي وحّد تحت إمرته قبائل المغول والتتار والنايمان وميركت وكيرات، وابتدأ فتوحه في شمال الصين فأخضع معظمها، ثم اتجه غرباً، فدمَّر الدولة الخوارزمية واحتل ممالكها تباعا، بلاد ما وراء النهر ثم خراسان ثم فارس. وانقسمت دولة المغول إلى ثلاثة أقسام، كان القسم الجنوبي الغربي من نصيب هولاكو. فتابعت جيوشهم المسير حتى دخلت بغداد عنوةً (656هـ)، ثم قتل المغول الخليفةَ العباسيَّ بعدما أعطوه الأمان، وقتلوا حامية بغداد. ثم اجتاحوا بلاد الشام ودخلوا دمشق (في مارس 1260م = 658هـ)، وهنا يصل بالبريد خبر موت الخاقان الأعظم للمغول (مونكو خان) في قراقورم، ويُستدعى أولاد وأحفاد جنكيز خان إلى مجلس الشورى المغولي (قورولتای)، لانتخاب الخان الأعظم الجديد للإمبراطورية؛ فيرجع هولاكو (وهو أخو مونكو خان، وأحد المؤهّلين للعرش) بمعظم جيشه إلى فارس، ليتابع أمور العاصمة المغولية (قراقوروم بمنغوليا) عن كثب، ولا يترك في بلاد الشام إلا جيشًا صغيرًا من المغول بقيادة أحد أبرز ضباطه، يدعى كيتوبوقا أو كتبغا (وهو قائد عسكري محنك من قبيلة النايمان). فينهزم ذلك الجيش على يد المماليك في معركة عين جالوت، في فلسطين بقيادة بيبرس (القيادة العليا كانت لقطز).
كما أنهم قاموا بمحاولة غزو اليابان واندونيسيا وبورما وكوريا، وقد استطاع مغول القبيلة الذهبيه اخضاع روسيا واحتلال 6 دول أوروبية وقد قضوا علي دولة الفايكنج (كيفين روس) وخربوا عاصمتها كييف في أوكرانيا حالياً.
تزوج بعض سلاطين المماليك من أميرات مغوليات من ذرية جنكيز خان بهدف التحالف مع المغول المسلمين، لذا قرر الظاهر بيبرس أن يتحالف مع مغول القفجاق وأرسل يـدعو قائـدهم بركة خان (ت665هـ) لقتال، وأكرم بيبرس وفود مغول القفجاق القادمين إليه، وبعـض الفـارين مـن هولاكو إلى الشام، وقد تزوج الظاهر بيبرس من ابنة قائدهم بركة خان بن جوجي بن جنكيز خان وولدت له ابنه الـسعيد بركـة وخليفته في الحكم وأصبحت العلاقة فيما بعد ودية وم صلحية هدفها المشترك هو قتال مغول فـارس، حيث أمر الظاهر بيبرس بالدعاء لبركة بعد السلطان على منابر مكة والمدينة والقدس والقاهرة وفعلاً قرر بيبرس ملاحقة المغول في فترة حكم اباقا خان بن هولاكو (663-680هــ) بعـد أن عمـل علـى تحصين أطراف دولته وبخاصة قلعة البيرة التي حررها من المغول عام 674هـ، وكانت من نتيجـة
حملاته المستمرة على مغول فارس أن تمكن من هزيمتهم سنة 675هـ، في معركة قيسارية بعد أن لاحقهم داخل الأراضي الفراتية عبر الحدود العراقية ولم يكتف الظاهر بيبرس بذلك بل قاتل سليمان البراونا ه حـاكم بلاد أسيا الصغرى في الشمال، فتقدم بيبرس داخل ابلستان عام 675هـ، وحارب المغـول وقتـل مـنهم الكثير، ثم دخل قيصرية عاصمة سلاجقة الروم التي كانت مشمولة بحماية مغول فـارس وجلـس علـى عرشها واستقبله الناس بحفاوة وترحيب. ونلاحظ هنـا إن احـد أسباب الانتصارات التي حققها بيبرس على أعدائه كانت المصاهرة الخارجية التي عقـدها مـع مغـول القبيلة الذهبية فامن جانبهم، ثم ضمن وقوفهم إلى جانبه في قتاله ضد مغول فارس ثانية، فـتمكن بفـضل هـذه السياسة من إلحاق الهزيمة بالعدو الذي طالما شكل خطراً كبيراً على المماليك.
قدمت خوند اشلون المغولية مع أبوها الأمير سكناي بن قـراجين بن جنغان إلى القاهرة سنة 674هـ، في عهد السلطان الظاهر بيبرس ورحـبا بهمـا. وكان من أمراء المغول الذي نزل بهم سـخط ملك مغول فارس وحـين ارتقـى قلاوون عرش السلطنة عام 678هـ، طلب من قرميش (عم اشـلون) الذي تولى رعايتها بعد وفاة أبيهـا أن يزوجها إياه، وفي سنة 681هـ تزوج السلطان قلاوون من خوند اشلون، وعاشت اشلون مع زوجها في قلعة الجبل، حيث ولد لهـا الناصـر محمـد فـي المحـرم سنة ه684 وقد كان لأم الناصر بعد وفاة زوجها اثر كبير في المحافظة علـى حيـاة ولـدها الناصـر وسلطنته، فحين تولى الناصر محمد عرش مصر للمرة الأولى (693-694هـ) حينما كان في التاسـعة من عمره، وهو سن لا يستطيع صاحبها أن يواجه مؤامرات أمراء المماليك التي حفل بها عـصرهم، إلا
إذا كان إلى جانبه شخص يكبح جماح هؤلاء الأمراء الطامحين إلى النفوذ. فلما تولي الناصر محمد الملك عين الأمير زين الدين كتبغا المنصوري (مغولي) اتابكاً للعساكر ونائباً للـسلطنة، والأميـر علـم الـدين سـنجر الشجاعي وزيراً له، وكان من الطبيعي أن يفتتح السلطان الناصر عصره بتعيـين كتبغـا فـي هـذا المنصب، فان كتبغا هذا مغولي وزعيم المماليك الذين اخلصوا لذكرى الاشرف خليل وذبحوا قاتله الأميـر بيـدرا واجلسوا الناصر على العرش، بدأت حوادث عصر الناصر محمد فـي سـلطنته الأولـى بمحاولـة اغتصاب عرشه، وقد كان اشد القائمين ب تلك الحركة كبار الأمراء وهو علم الدين سنجر الشجاعي الوزير وزين الدين كتبغا اتابك العساكر واشتد ال تنافس بينهما على السلطنة. ففي شهر صفر سنة 693هـ، انضم إلى كل منهما الكثير من الأتباع وأصبح القتال قريب الوقوع بين الطرفين، فبادر قائد الجيش كتبغا وحاصـر منافـسه الشجاعي هو وإتباعه في القلعة. واشتد الحصار على الشجاعي بالقلعة وعرض عليه السلطان حكم حلب فلم يوافق على ذلك. ولم يكن قتل الشجاعي بواسطة كتبغا واتباعه بل إن الشجاعي لما عرض عليـه السلطان نيابة حلب أغلظ على السلطان في القول فقام إليه المماليك الذين كانوا عند الـسلطان وامـسكوه وقيدوه وأرسلوه إلى البرج، وبينما هو سائر في الطريق إذ خرج عليه جماعـة مـن المماليـك البرجيـة فقتلوه.
كان قائد الجيش كتبغا المغولي مدبر السلطنة والحاكم الفعلى للبلاد نظرا لصغر سن السلطان الناصر محمد وبعد مقتل منافسه وغريمه الشجاعى توطد مركزه وزادت قوته وتمكن حسام الدين لاجين - الذي كان يدرك أن مماليك الأشرف خليل وفيما بعد السلطان الناصر ذاته سيثأروا منه - من اقناع كتبغا بضرورة خلع السلطان الناصر والاستيلاء على السلطنة.. بعد انكسار المماليك البرجية جمع كتبغا الأمراء بدار النيابة وقال لهم: «قد انخرق ناموس المملكة، والحرمة لا تتم بسلطنة الناصر لصغر سنه» فوافق الأمراء على خلع الناصر واقامة كتبغا سلطانا وحلفوا له وتم ابعاد الناصر محمد وأمه إلى إحدى قاعات القلعة  ثم إلى الكرك. كتبغا أصبح سلطانا متلقبا بالملك العادل ومعه لاجين نائبا للسلطنة.
وفي عهد السلطان المغولي كتبغا وفد لمصر عشره الالاف مغولي من قبيلة الأويرات (الأويراتيَّة) فارين من غازان وقد رحب بهم واسكن هولاء المغول في حي الحسينية في القاهرة.

## الحكم المغولي
- النظام الدقيق الصارم الذي يستند إلى نصوص الياسا، والذي ضبط الحياة ضبطاً صارماً حفظ الأمن في ربوع الإمبراطورية.
- ياسا = يَسَق: تحريف للكلمة المغولية «دزاساق Dzasak»؛ وهي مجموع القوانين التشريعية المغولية التي جمع مادتها جنكيز خان ونظَّمَها وطوَّرها، ثم جعلها القانون الأساسي للإمبراطورية المغولية.
  - يقول الأستاذ الدكتور\ السيد الباز العريني في كتابه «المغول»- صـ26 : (ومن خصائص المغول أيضاً، ما اشتهروا به من التسامح الديني.على أن ما جرى من تعليل هذا التسامح، بأنه يرجع إلى ما اشتهر به المغول من عدم الاكتراث بالدين، يعتبر حكماً لا يستند إلى أساسٍ متين).

ومثل ذلك فعل قوبلاي خان حين توسَّم النبوغ والعبقرية في كلٍّ من:
ماركو بولو (الرحاَّلة الإيطالي الشهير)، فحين لمس فيه الوفاء قرَّبه إليه واتَّخذه مستشاراً له، وعهد إليه بالقيام ببعض الأعمال الهامة.
الوزير المسلم الإيراني الجنسية (أحمد البناكتي)الذي ارتفع شأنه كثيراً في بلاط قوبلاي البوذيِّ الديانة، حتى عرف بلقب «السيِّد الأجلّ»؛ وبات يحسده كثيرٌ من الأمراء‍ المغول.
عندما بروز نجم تيمورلنك المغولي قام بتسير الجيوش وغزو جميع الدول المغوليه المحيطة (منغوليا، القبيلة الذهبية، الدولة الجلائرية) وتخريب مدنها، ضعفت دول المغول جدا وتلاشت قوتهم وسقطت دولهم تدرجياً تحت قبضة الروس تدريجيا نتيجة وجود سلاح البندقية لدى الروس.
وقد تسببت الحروب الروسية عليهم وعمليات الترحيل القصرية لهم في موت اعداد كبيرة من المغول والتتار الجدد والترك خلال عمليات ترحيلهم من جنوب روسيا والقوقاز والقفجاك والقرم الي مناطق بعيدة في الشتاء بشكل متعمد ومخطط بهدف تقليص اعدادهم.
ولم يبقئ من سلالات جنكيز خان الحاكمة في العصر المتأخر سوى حكام خانات الكازاخ والقرم وسلالة يوان الحاكمة في الصين والامير محمد عالم خان أمير بخارى ومن سلاله تيمورلنك سلاطين الهند المسلمين الذين خلعتهم بريطانيا عن الحكم.

## التوزيع الجغرافي
يعيش اليوم غالبية المغول في الدول المعاصرة مثل منغوليا والصين (تحديدًا منغوليا الداخلية وسنجان) وروسيا وقيرغيزستان وأفغانستان.
يتم التعامل مع القبائل والشعوب المختلفة (المجموعات العرقية) بشكل مختلف اعتمادًا على البلد. من قبائل المغول: توميد ، تشاهار ، أوردوس، بارجا (قبيلة) ، ألتاي أوريانخاي، بورياتس، دوربود (دورفود، دوربيد)، تورجود، داريجانجا، أوزيمتشين (أو أوزومتشين)، باياد، خوتون، ميانجاد (مينجاد)، إلجيجين، زاخشين، دارخاد، وأولوتس (أو Öölds أو Ölöts).
- قبيلة خورشين Khorchin في شمال الصين ويبلغ تعدادهم نحو 1.3 مليون نسمه
- قبيلة دوكسياكذ Dongxiangs في شمال الصين ويبلغ عددهم نحو 621 الف نسمه
- قبيلة منغور Monguor (المغول البيض) في شمال الصين ويبلغ عددهم نحو 300 الف نسمه
- قبيلة الأويرات (الأويراتيَّة) المغول الغربيين ينتشرون في منغوليا والصين وجنوب روسيا ويبلغ عددهم نحو 638 الف نسمه
- قبيلة الهزارة ينتشرون في أفغانستان ويبلغ عددهم نحو 5 ملايين نسمه
- قبيلة القلميقيون من قبائل الأويرات ينتشرون في جمهورية قلميقيا
- قبيلة النوغاي ينتشرون في شمال القوقاز
- قبيلة نايمان في كازاخستان ويبلغ تعدادهم قرابة المليون نسمة
- التتار الجدد (اتحاد قبلي من المغول واتراك القفجاق) ينتشرون في جزيرة القرم وجمهوريات تتارستان وألطاي وتشوفاشيا وباشكورستان وتوفا وبورياتيا ويقدر عددهم بنحو 12 مليون نسمه

### منغوليا
بسبب الحروب والهجرات المغولية تم العثور على اقليات مغولية في جميع أنحاء آسيا الوسطى.
يتكون سكان منغوليا من 92.6٪ المغول، والذين يبلغ تعدادهم حوالي 2.7 مليون نسمة. من العصور الوسطى إلى أوائل العصر الحديث في Khalkha ، Uriankhai وبورياتيون يعدون من المغول الشرقية في حين أن الأويراتيه، والذين يعيشون أساسا في منطقةالطاي، ينتمون إلى المغول الغربية.

### الصين

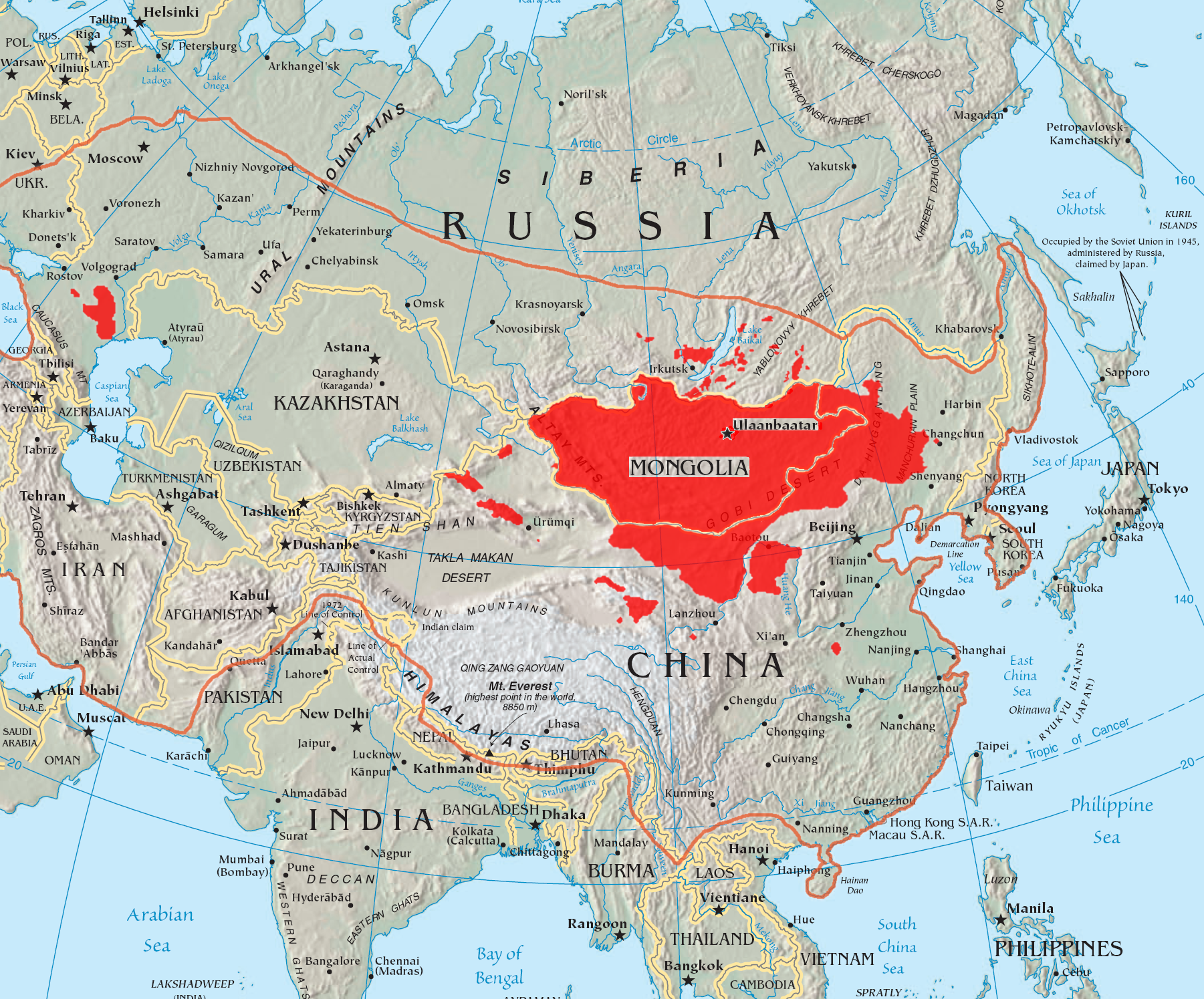
التوّزع الجغرافي للشعب المغولي اليوم (المناطق المظلّلة باللون الأحمر)، وحدود إمبراطورية المغول في القرن الثالث عشر (الحدود البرتقالية)

التعداد السكاني للصين عام 2000 أحصى 5.8 مليون مغولي، وفقاً لتعريف ضيق. وتجدر الإشارة إلى أن تعداد عام 1992 في الصين أحصى فقط 3.6 مليون مغولي. ويعيش معظمهم في منغوليا الداخلية منطقة الحكم الذاتي، تليها لياونينغ المقاطعة، كما يوجد أعداد صغيرة يمكن العثور عليها في محافظات قرب هاتين الدولتين.
يتكلمون لغات الشعوب الأخرى Mongolic هي Daur، Monguor، دونغشيانغ، بونان، وأجزاء من يوغور. تلك التي لا تعتمد رسمياً كجزء من جنسية المغول، ولكن يتم التعرف على جنسية بلدهم.
ضمت اقاليم التبت ومنغوليا وتركستان بالقوة الي دولة الصين، وقد تعرض المغول للإبادة العرقية في منغوليا الداخلية حيث قتل نحو 300 الف انسان من المغول كنوع من الانتقام للتاريخ المغولي-الصيني وخلال صراع استقلال منغوليا عن الصين والتمرد في منغوليا الداخلية، وقد قامت حكومة الصين بجلب عده ملايين من الصينين ليسكنوا في منغوليا الداخلية مما تسبب تغير الطبيعة السكانية لصالح قومية الصينيين الهان. وهناك ممارسات وتوجة من قبل الحكومة الصينية لمنع التحدث باللغة المغولية ومنع تعليمها أو الكتابة بها في الدوائر الحكومية والجامعات والمدارس.
وفي 31 أغسطس 2020، اندلعت احتجاجات كبيرة في المجتمع المغولي بسبب الخطط الغير المعلنة من قبل الحكومة الصينية للتخلص التدريجي من اللغة المغولية.

### روسيا
في روسيا، بورياتيون ينتمون إلى المغول الشرقية. المغول الغربية وتشمل الأويراتيه في ألتاي الروسي وقلميقيون في الجانب الشمالي من بحر قزوين، حيث يشكلون 53.3٪ من السكان في روسيا المقاطعة المتمتعة بالحكم الذاتي كالميكيا.

### أفغانستان
تعني كلمه هزار كتيبة الف جندي، ويبلغ عدد الهزارة نحو 5-8 ملايين نسمه في أفغانستان وقرابة مليون نسمه في باكستان، وقد تبنوا اللغة الدارية الفارسية (اللهجة الهزارية) مع وجود كلمات مغولية وتركية في لغتهم وبذلك يختلفون عن بقية الاقليات والقوميات متحدثي اللغة الدارية الفارسية في باكستان وأفغانستان، ويبدو انهم ينحدرون من جيش جنكيزخان المكون من القبائل المغولية والتركية من منغوليا علي وجة الخصوص والتي استقرت في أفغانستان بعد استيلاءهم علي دولة خوارزم، حيث جعلوا من أفغانستان قاعدة عسكرية يشنون منها حملاتهم العسكرية علي الهند والأقاليم المتمردة.
وينتمي الهزارة لعدة قبائل مغولية وتركية ومنها:
- Changezi : نسبة الي جنكيز خان
- Chagatai : قبيلة تشكلت من حلف بين المغول والترك
- Kipchak : نسبة الي القفجاك الاتراك
- Timuri: نسبة الي تيمور
- Alchin: يقال ان نسبهم يرجع الي التتار
- Merket: ميركت قبيلة تركية قديمه وشهيرة ترجع لعصر جنكيز خان
- Dai-Berka: نسبه الي بركة المغولي
- Jalair: جلاير أو جلائر قبيلة مغولية شهرية اسست الدولة الجلائرية في العراق وايران
- Jaghatu: نسبه الي جغتاي المغولي
- Uighur: تنحدر هذه القبيلة من اتراك الايغور

## اللغة
اللغة المنغولية بعض علماء اللسان يرجعها إلى أنها تطورت من مجموعة التانغوسية التي هي جزء من الطاي، والتي تطورت منها مجموعة اللغات التركية.
وقد تبنت بعض المجموعات المغولية خارج منغوليا اللغة الدارية الفارسية والتركية والصينية نتجية الاندماج مع شعوب تلك المناطق.

## الفحص الجيني
يحمل المغول بصمات وراثية C2E و C2b و O وهم بذلك لا يمتلكون أسلاف مشتركين مع الترك من ناحية النسب الأبوي، ولا يندرجون تحت أي تكتل تركي ولغتهم ليست تركية بتاتا والبصمات الوراثية للترك القبجاق والأوغوز والسيبيريين والاوغار والقارلوق والاتراك الأناضوليين هي R1a و R1b و Q و J2 و C1a و N1a و G1 أما أسلاف المغول فهم الدوانغ-هو والخيان-بي (الخيتان) والموطن الأصلي للمغول هو منشوريا انتقلوا منها إلى صحراء غوبي في شمال الصين ثم إلى منغوليا الحالية بعد إزاحة شعوب النايمان والتتار وقبائل تركية كالقرغيز والساكا والكراييت، لكن بطبيعة الحال نشأت تحالفات قبلية بين المغول والترك في منغوليا وكان يحصل تزاوج مشترك حيث اتخذ المغول زوجات تركيات والعكس اتخذ الترك زوجات مغوليات وانتظمت بعض القبائل التركية تحت لواء المغول في حروبهم وهجراتهم والعكس، والشيء المشترك بين المجموعات التركية الرئيسية القبجاق والاوغوز والقارلوق هو النسب عن طريق الام واللغة والثقافة التركية وليس النسب الابوي.
بعض قبائل المغول استتراكوا خصوصا بعد اعتناقهم للإسلام كقبيلة قره خطاي وقبيلة قياد وقبيلة برلاس وقبيلة جلائير وقبيلة نوغاي.
اما الهزارة فهم عبارة عن مجموعة من القبائل المغولية والتركية التي كانت في جيش جنكيزخان والتي استوطنت ارض أفغانستان بعد اجتياحهم دولة خوارزم.
وتسمية الترك تاريخياً تطلق على جميع الشعوب والقبائل البدوية شمال ووسط آسيا من بلاد القبجاق إلى سيبيريا وحدود منغوليا والتي تنطق باللغات التركية بما في ذلك قبيلة البلغار، باستثناء المغول والتتار القدامى والاكراد (بدو فارس) والطاجيك (بدو شمال أفغانستان).

## معرض للصور

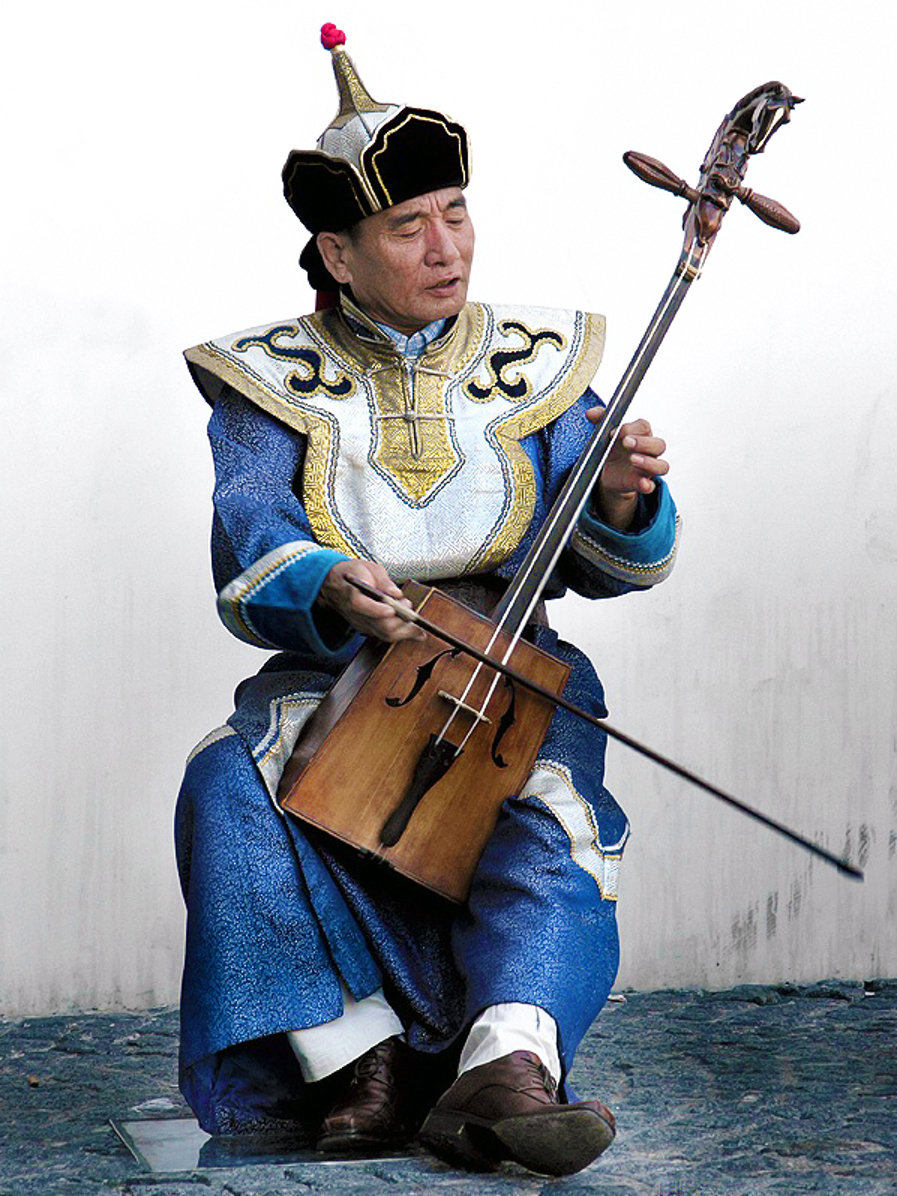
موسيقي منغولي
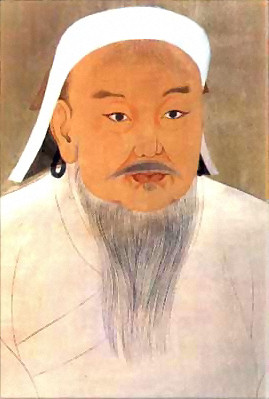
جنكيز خان
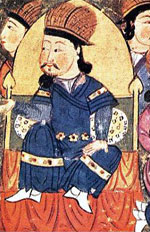
ألتان خان من Tumed
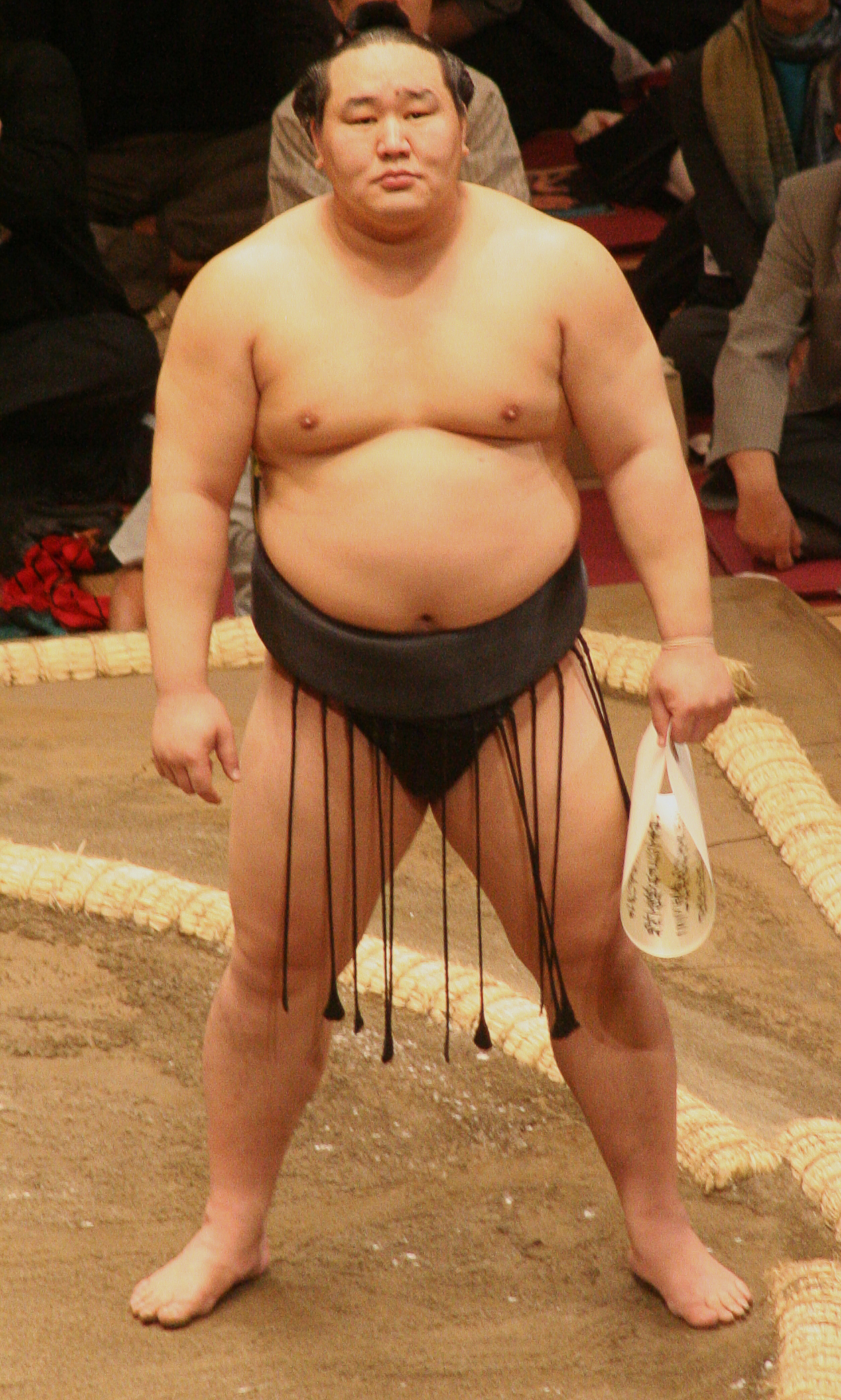
أساشوريو أكينوري
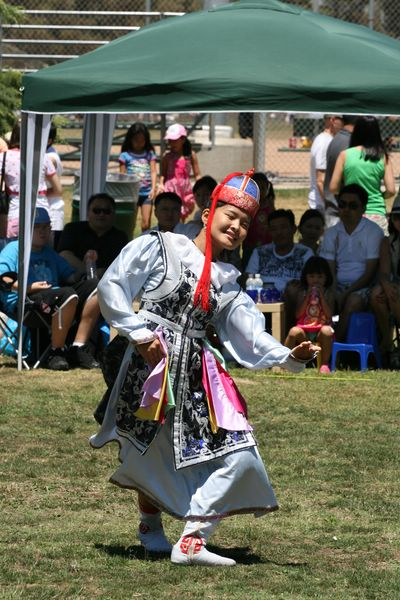
فتاة منغولية تؤدي رقصة البياض  [لغات أخرى]‏
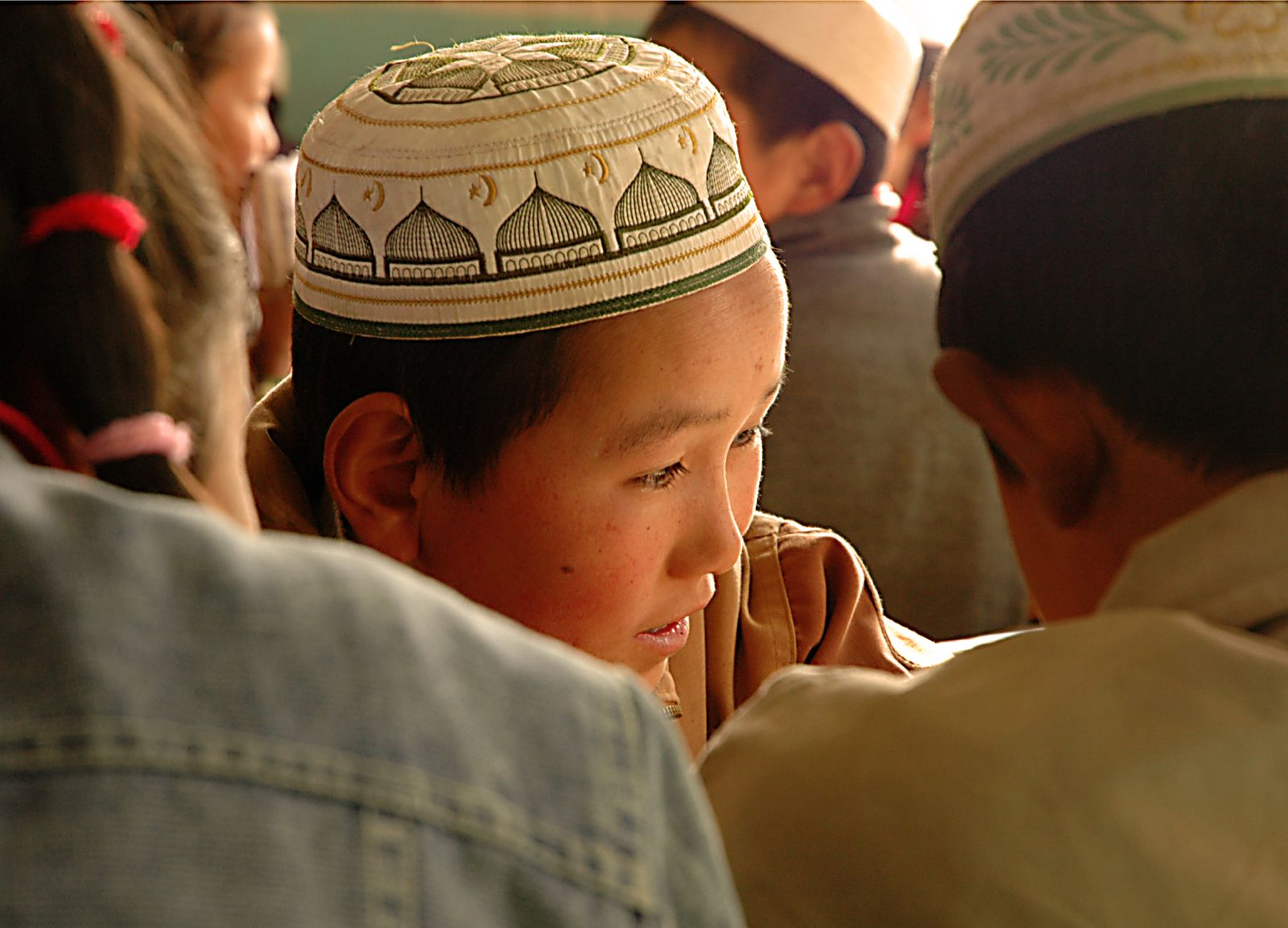
أولاد دونغشيانغ

## وصلات خارجية
- المغول من الشرذمة إلى قانون الياسا مجلة العربي .